# Mikanit
Mikanit jest materiałem izolacyjnym wytworzonym na bazie naturalnych minerałów z grupy łyszczyków (mik). Ze względu na właściwości tych minerałów (niepalność, odporność na temperaturę, czynniki chemiczne i starzenie) stosowany jest jako izolator w elektrotechnice i elektronice.